# Sverre Istad
Sverre Geir Istad, né le 3 janvier 1965 à Voss, est un biathlète norvégien. 

## Biographie
Il a participé aux Jeux olympiques d'hiver de 1988. Son père est Jon Istad, champion de biathlon des années 1960. Il a aussi pour cousine Gro Marit Istad-Kristiansen.
Aux Championnats du monde 1991, il est médaillé d'argent à la course par équipes avec Jon Åge Tyldum, Ivar Ulekleiv et Frode Løberg et également neuvième du sprint. Lors de la saison 1991-1992, qui est sa dernière, il monte sur son premier et unique podium individuel en Coupe du monde au sprint d'Hochfilzen.
Au niveau national, il remporte le titre national du sprint en 1990.

## Palmarès

### Jeux olympiques d'hiver
| Épreuve / Édition | Individuel | Sprint | Relais |
| ----------------- | ---------- | ------ | ------ |
| JO 1988 Calgary   | -          | 30e    | -      |

### Championnats du monde
- Championnats du monde 1991 à Lahti (Finlande) :
  -  Médaille d'argent à la course par équipes.

### Coupe du monde
- Meilleur classement général : 35e en 1991[1].
- 1 podium individuel : 1 troisième place.